# Lepidină
Lepidina sau 4-metilchinolina este un compus organic aromatic heterociclic, fiind un derivat metilat al chinolinei. Este utilizat în sinteza anumitor coloranți.